# Agrostis megathyrsa
Agrostis megathyrsa é uma espécie de gramínea do gênero Agrostis, pertencente à família Poaceae.